# 千坂長朝
千坂 長朝（ちさか ながとも）は、江戸時代の武士。上杉氏重臣の千坂景親の次男。

## 経歴
慶長3年（1598年）3月6日越後より会津に移り二千石賜る。米沢に国替えした際、440石賜る。
慶長7年（1602年）2月 直江兼続の呼びかけで亀岡文殊堂にて行われた詩歌会亀岡百首に参加。四首奉納。
上杉定勝の代に入り侍組、対馬守に改める。
寛永12年（1635年）12月24日公命を背き改易。寛永16年（1639年）11月25日死去。
千坂長朝系譜の明治時代の子孫・千坂親延は西南戦争の際に新政府の徴募に応じ、新撰旅団で従軍し、戦死。